# Pensamientos (álbum)
Pensamientos es el vigesimoprimer álbum de estudio del cantautor mexicano Juan Gabriel, lanzado al mercado por RCA Records (antes RCA Ariola) el 25 de noviembre de 1986. Fue escrito y producido por él mismo  cantautor. Sería su último disco de estudio por un período de 8 años debido a conflictos legales con su disquera en pos de recuperar su patrimonio y sus derechos de autor. Solo publicaría una nueva producción en 1994 y luego de haber recuperado el poder sobre su obra.

## Lista de canciones[1]
- Todas las canciones escritas y compuestas por Juan Gabriel.

| Pensamientos |                                   |              |          |  |
| N.º          | Título                            | Escritor(es) | Duración |  |
| 1.           | «Doquiera estás tú»               | Juan Gabriel | 3:12     |  |
| 2.           | «Ha llegado un ángel»             | Juan Gabriel | 5:30     |  |
| 3.           | «Amor es amor»                    | Juan Gabriel | 3:24     |  |
| 4.           | «Te lo pido por favor»            | Juan Gabriel | 3:38     |  |
| 5.           | «Yo no sé qué me pasó»            | Juan Gabriel | 5:12     |  |
| 6.           | «Que lástima»                     | Juan Gabriel | 3:59     |  |
| 7.           | «Sólo sé que fue en marzo»        | Juan Gabriel | 4:03     |  |
| 8.           | «El día que me acaricies lloraré» | Juan Gabriel | 3:33     |  |
| 9.           | «Así se quiere»                   | Juan Gabriel | 3:09     |  |
| 10.          | «Hasta que te conocí»             | Juan Gabriel | 7:14     |  |
| 42:58        |                                   |              |          |  |

## Créditos y personal
- Juan Gabriel - Voz, productor y compositor
- Chuck Anderson - Director y arreglista
- David Esquivel / Carlos Ceballos / Stan Ross / Ryan Uliate - Ingenieros musicales
- Mariachi Arriba Juárez
- Alberto Reyna - Diseñador gráfico
- Joel García - Diseño de carátula

## Posicionamiento en las listas
| Lista (1987)                    | Máxima posición |
| ------------------------------- | --------------- |
| U.S. Billboard Latin Pop Albums | 2               |